# Shemsi
Os shemsi eram uma comunidade religiosa do Médio Oriente, estabelecida nomeadamente em Diarbaquir e Mardin, cujo um dos aspetos do seu culto era a adoração do Sol (de onde derivaria o seu nome, schemesch - "Sol" em hebraico). Face à política islâmica de só permitir a prática de "religiões do Livro", a partir de certa altura os shemsis passaram a apresentar-se como fiéis da Igreja Ortodoxa Siríaca ("jacobitas"), e no século XIX terão perdido a sua especificidade, tendo acabado por serem realmente absorvidos pelos ortodoxos siríacos (no entanto, algumas fontes falam da sobrevivência dos shemsis até ao principio do século XX ou até aos anos 60).
Há relatos que ligam os shemsis tanto aos yazidis como aos alauítas ou aos zoroastrianos. Por outro lado, Santo Epifânio havia identificado os shemsis com os essênios e com os elcasaitas.